# Sahel SC (Kuwait)
O Sahel SC é um clube de futebol kuwaitiano com sede em Abu Halifa. A equipe compete na Campeonato Kuwaitiano de Futebol.

## História
O clube foi fundado em 1967.